# Rude Pribićke
Rude Pribićke su naseljeno mjesto u Republici Hrvatskoj u Zagrebačkoj županiji. 

## Zemljopis
Administrativno je u sastavu općine Krašić. Naselje se proteže na površini od 4,98 km². Nalazi se uz Planinarski put Žumberkom (kontrolna točka KT-3).

## Stanovništvo
Prema popisu stanovništva iz 2001. godine u Rudama Pribićkim živi 39 stanovnika i to u 19 kućanstava. Gustoća naseljenosti iznosi 7,83 st./km².
| broj stanovnika | 79    | 106   | 136   | 158   | 156   | 152   | 157   | 191   | 158   | 127   | 119   | 103   | 76    | 51    | 39    | 19    | 11    |
|                 | 1857. | 1869. | 1880. | 1890. | 1900. | 1910. | 1921. | 1931. | 1948. | 1953. | 1961. | 1971. | 1981. | 1991. | 2001. | 2011. | 2021. |